# Carlos José da Silva
Carlos José da Silva (Lisboa, 4 de novembro de 1741 — Vila Rica, 1808) foi escrivão da Junta da Real Fazenda em Vila Rica desde a criação do órgão em 7 de julho de 1771 até 1805. Foi enviado de Lisboa ao Rio de Janeiro para "formalizar os livros da arrecadação dos rendimentos reais" em 1767
Era grande opositor do sistema de contratos Reais na arrecadação das Minas. Foi homem de confiança do Visconde de Barbacena, coronel comandante do regimento de milícias de Vila Rica e tomou parte ativa nos eventos da Inconfidência Mineira, sendo um dos que os conspiradores planejavam decapitar. Foi o construtor e primeiro proprietário do imóvel hoje conhecido como Casa da Baronesa, ocupado atualmente pelo escritório regional do IPHAN em Vila Rica.